# Cachao López

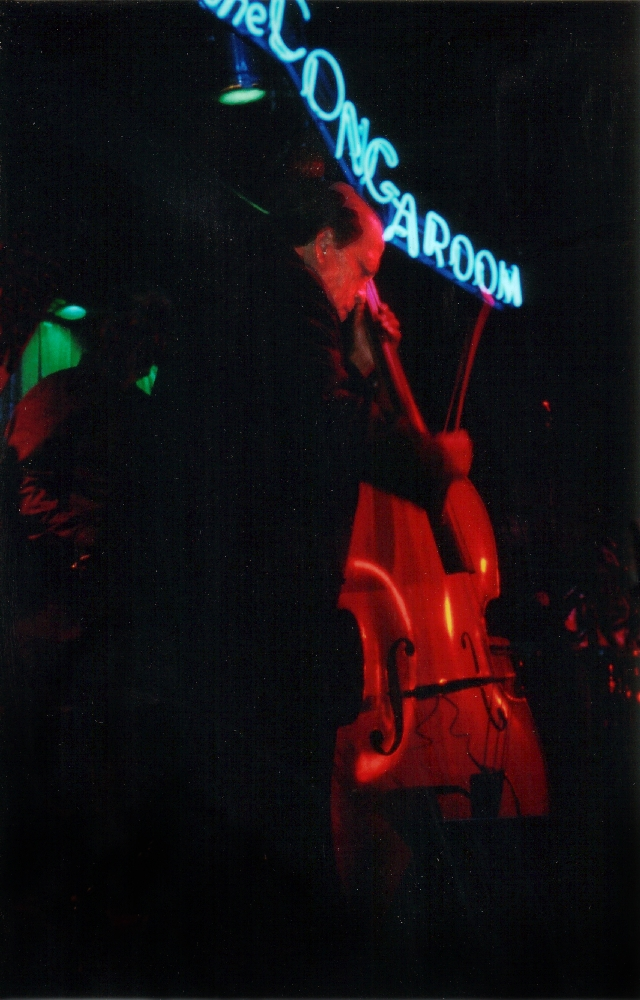
Cachao López

Cachao López, właśc. Israel López (ur. 14 września 1918 w Hawanie, zm. 22 marca 2008 w Coral Gables na Florydzie) – kubański pionier muzyki w stylu mambo. 

## Życiorys
López, nazywany często po prostu "Cachao", otrzymał staranne wykształcenie w dziedzinie muzyki poważnej. Był kontrabasistą i kompozytorem. Początkowo grał w hawańskiej orkiestrze symfonicznej, m.in. pod batutą Herberta von Karajana i Igora Strawinskiego. 
W latach 30. XX wieku stał się znany na całym świecie jako jeden z wirtuozów jazzu latynoskiego, a zwłaszcza opracowanego razem z bratem stylu mambo. 
Był laureatem dwóch nagród Grammy – w 1995 i 2005 r. oraz nagrody Grammy Latino w 2003 r.
Cachao López, który urodził się w Hawanie 14 września 1918 r., opuścił Kubę w 1962 r., po 3 latach od objęcia władzy przez komunistów. Początkowo osiedlił się w Hiszpanii a następnie w USA. W Miami dołączył do wielu wybitnych muzyków i pieśniarzy latynoskich, takich jak Tito Puente i Gloria Estefan.
Grał prawie do końca życia. We wrześniu 2007 r. wystąpił na koncercie z trębaczem Generoso Jimenézem. Skomponował też setki piosenek, w tym wiele w charakterystycznym stylu kubańskim.